# Halimede (Galenidae)
Halimede là một chi cua thuộc họ Galenidae. Các loài thuộc chi này thường xuất hiện ở Úc, Châu Phi và Trung Quốc.

## Các loài
- Halimede coppingeri Miers, 1884
- Halimede fragifer (De Haan, 1835)
- Halimede_ochtodes (Herbst, 1783)
- Halimede tyche (Herbst, 1801) [1] [2]